# فیزیوتراپی قفسه سینه
فیزیوتراپی قفسه سینه یا فیزیوتراپی تنفسی عبارت است از مجموعه روش‌هایی که جهت کمک به پاکسازی راه‌های هوایی و افزایش عملکرد دستگاه تنفسی در ارتباط با یک یا چند بیماری تنفسی انجام می‌گیرد. گاهی این روش درمانی ممکن است با هدف تصحیح یا پیشگیری از اختلالات وضعیتی (پوسچرال) در یک بیماری که فاقد مشکل تنفسی است نیز صورت گیرد (مثلاً در موارد اسکولیوز و مراحل پیشرفت بیماری پارکینسون).
انجام فیزیوتراپی تنفسی معمولاً بلافاصله باعث افزایش حجم خلط تخلیه شده در بیماران دارای مشکل ریوی می‌گردد، ولی با این حال دلیلی مبنی بر اینکه فیزیوتراپی قادر به ایجاد اثری بر روند طبیعی بیماری داشته باشد، وجود ندارد.

## اهداف
اهداف فیزیوتراپی تنفسی عبارتنداز:
- بهبود تهویه
- افزایش عملکرد ماهیچه‌های تنفسی
- بهبود استقامت فعالیت‌های عمومی
- جلوگیری از تجمع ترشحات ریوی
- بهبود سرفه
- افزایش تحرک قفسه سینه
- تصحیح الگوی تنفس
- پیشگیری از آتلکتازی
- اصلاح یا پیشگیری از تغییر شکل‌های وضعیتی

## روش‌ها و تکنیک‌ها
فیزیوتراپی تنفسی دارای اصول و روش‌های خاصی است و با توجه به شرایط بیمار به کار می‌رود که شامل یک یا ترکیبی از موارد زیر است:
- تکنیک‌های دستی شامل:
  - پرکاشن (Percussion)
  - ویبریشن (Vibration)
  - شیکینگ (Shaking)
- تکنیک‌های تخلیه وضعیتی[۲]
- گرفتن سرفه و آموزش آن
- تمرینات تنفسی[۳]
- انجام ساکشن[۴]

## محیط‌های درمانی
فیزیوتراپی قفسه سینه در محیط‌های مختلفی انجام می‌گیرد که می‌توان به موارد زیر اشاره کرد:
- بخش مراقبت‌های ویژه
- بخش مراقبت‌های پس از جراحی
- مراکز بیماران ریوی سرپایی
- مراکز توانبخشی مراقبت‌های طولانی
- محیط منزل

## احتیاطات
تجویز فیزیوتراپی یا عدم انجام آن باید بر اساس ارزیابی فیزیوتراپی و همکاری پزشک بیمار صورت گیرد. گاهی فیزیوتراپی قفسه سینه نباید انجام شود (مثلاً در مرحله استراحت سل ریوی) و در مواردی چون آبسه ریوی ممکن است با احتیاطات خاصی انجام شود. به عنوان مثال، دم عمیق در آبسه ریوی به علت افزایش فشار منفی توصیه نمی‌گردد، چون احتمال انتقال چرک به بافت ریوی سالم وجود دارد. فیزیوتراپی ریوی در آمبولی ریه ممنوع است. چنانچه بیمار مشکل انعقادی شدید داشته باشد فیزیوتراپی ریه ممنوع است. در سرطان ریه با احتمال متاستاز فیزیوتراپی ریه ممنوع است.

## فیزیوتراپیریوی مبتنی بر شواهد(EBM)
براساس آزمایش‌های بالینی، عملیات در فیزیوتراپی ریه دارای ارزشهای متفاوتی از لحاظ EBM می‌باشند. تمرینات فعال ریوی و سرفه در صدر این گروه قرار دارند و ساکشن در مرحله بعدی است. تمرینات پسیو نیز به سیستم گردش خون و عملیات قلبی و ریوی کمک می‌کند و در آخر این گروه مانوال تراپی با انواع تکنیکها دارای رتبه پایین‌تری در EBM هستند.